# June Laverick
June Laverick (Redcar, 11 giugno 1931) è un'attrice e modella britannica che è stata attiva nel cinema, in teatro e in televisione fra il 1948 ed il 1969.

## Biografia
È ricordata essenzialmente per aver interpretato il ruolo di una delle turiste in visita in Italia nel film Souvenir d'Italie (1957) di Antonio Pietrangeli. Nella sua filmografia figurano anche La zingara rossa (1958) e Le jene di Edimburgo (1960).

## Filmografia parziale
- Souvenir d'Italie, regia di Antonio Pietrangeli (1957)
- La zingara rossa (The Gypsy and the Gentleman), regia di Joseph Losey (1958)
- Seguendo una stella (Follow a Star), regia di Robert Asher (1959)
- Le jene di Edimburgo (The Flesh and the Fiends), regia di John Gilling (1959)